# Balungen
Balungen är en sjö i Falu kommun i Dalarna och ingår i Dalälvens huvudavrinningsområde. Sjön är 20 meter djup, har en yta på 11,1 kvadratkilometer och befinner sig 198 meter över havet. Vid provfiske har en stor mängd fiskarter fångats, bland annat abborre, braxen, gers och gädda.
Svärdsjöån, som är en del av Svärdsjövattendraget rinner igenom sjön. Riksväg 50 följer sjöns västra sida.

## Delavrinningsområde
Balungen ingår i delavrinningsområde (675743-149487) som SMHI kallar för Utloppet av Balungen. Medelhöjden är 248 meter över havet och ytan är 66,39 kvadratkilometer. Räknas de 73 avrinningsområdena uppströms in blir den ackumulerade arean 953,48 kvadratkilometer. Lillälven (Tängerströmmen) som avvattnar avrinningsområdet har biflödesordning 2, vilket innebär att vattnet flödar genom totalt 2 vattendrag innan det når havet efter 264 kilometer. Avrinningsområdet består mestadels av skog (69 procent). Avrinningsområdet har 11,5 kvadratkilometer vattenytor vilket ger det en sjöprocent på 17,3 procent.

## Fisk
Vid provfiske har följande fisk fångats i sjön:
- Abborre
- Braxen
- Gärs
- Gädda
- Lake
- Löja
- Mört
- Nors
- Ruda
- Sik